# Natriumferrocyanid

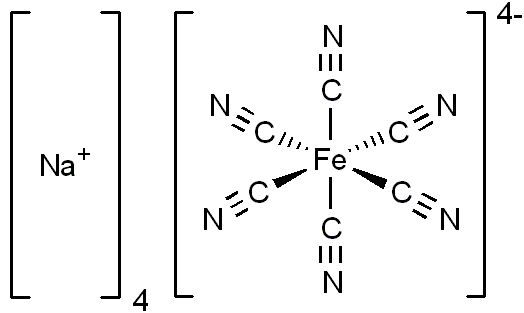

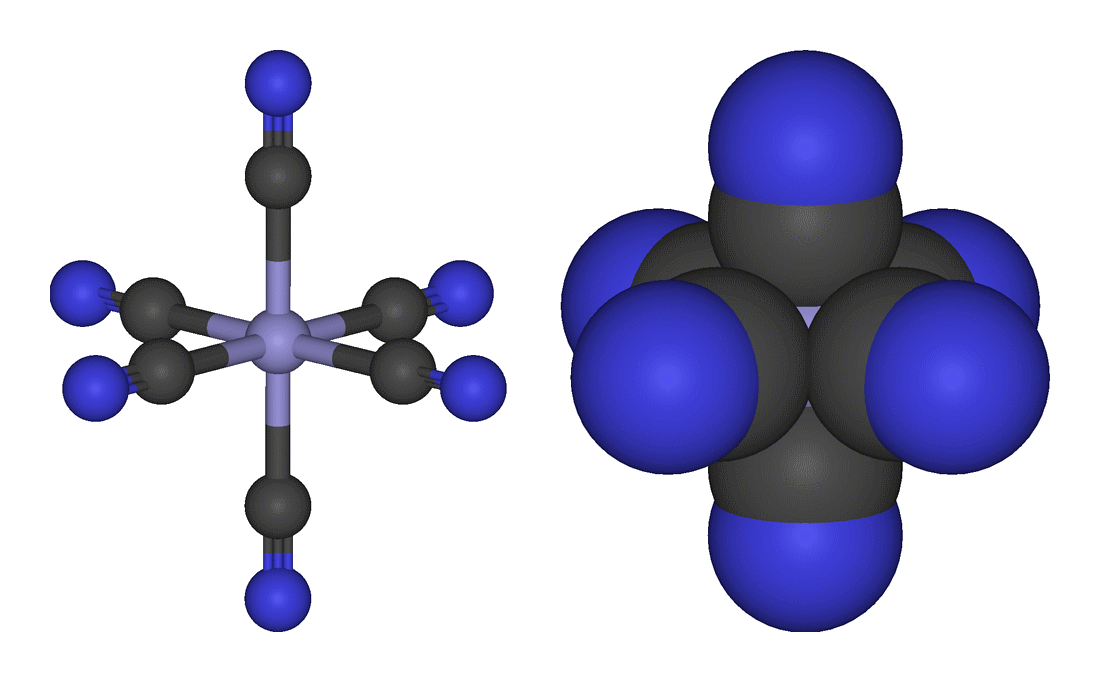
Struktur av Fe(CN)_{6}-joner.

Natriumferrocyanid Na4Fe(CN)6 är ett syntetiskt framställt klumpförebyggande medel. Det får endast användas till salt.
Natriumferrocyanid har E-nummer E 535.